# Саут-Страбейн Тауншип (округ Вашингтон, Пенсільванія)
Саут-Страбейн Тауншип (англ. South Strabane Township) — селище (англ. township) в США, в окрузі Вашингтон штату Пенсільванія. Населення — 9613 особи (2020).

## Демографія
Згідно з переписом 2010 року, у селищі мешкало 9346 осіб у 4256 домогосподарствах у складі 2560 родин. Було 4506 помешкань
Расовий склад населення:
| - 95,7 % — білих - 1,8 % — чорних або афроамериканців - 1,0 % — азіатів - 0,1 % — корінних американців |

До двох чи більше рас належало 1,2 %. Частка іспаномовних становила 0,8 % від усіх жителів.
За віковим діапазоном населення розподілялося таким чином: 18,1 % — особи молодші 18 років, 57,3 % — особи у віці 18—64 років, 24,6 % — особи у віці 65 років та старші. Медіана віку мешканця становила 48,6 року. На 100 осіб жіночої статі у селищі припадало 85,8 чоловіків;  на 100 жінок у віці від 18 років та старших — 82,5 чоловіків також старших 18 років.
Середній дохід на одне домашнє господарство  становив 75 577 доларів США (медіана — 60 069), а середній дохід на одну сім'ю — 99 228 доларів (медіана — 77 240). Медіана доходів становила 60 104 долари для чоловіків та 39 674 долари для жінок. За межею бідності перебувало 6,8 % осіб, у тому числі 10,0 % дітей у віці до 18 років та 6,8 % осіб у віці 65 років та старших.
Цивільне працевлаштоване населення становило 4429 осіб. Основні галузі зайнятості: освіта, охорона здоров'я та соціальна допомога — 23,9 %, роздрібна торгівля — 18,3 %, виробництво — 10,2 %, науковці, спеціалісти, менеджери — 9,3 %.